# Granatkartesch
| Granatkartesch |
| --- |
| Funktion av en granatkartesch. Genomskuren granatkartesch till en brittisk Ordnance QF 18-pundare(en) snabbskjutande kanon. |

Granatkartesch, kort grkt (engelska:  Shrapnel shell) är en typ av krevadgranat vars vapenverkan utgörs av metallkulor som vid krevadfunktion drivs framåt ur granatkroppen med hög hastighet för att bilda en dödlig hagelkärve i granatens riktning. Krevad kan ske vid vapnets mynning (mynningskrevad), i projektilbanan (luftkrevad) eller vid anslag i mål (anslagskrevad).
Granatkartescher används traditionellt till haubitsar och kanoner som närförsvarsammunition mot levande oskyddade mål, såsom trupp, alternativt som luftvärnsammunition mot svårträffade högtflygande mål. Krevad sker i regel genom tidrör eller tidanslagsrör som tempereras för mynnings- eller luftkrevad.
Granatkartescher är en äldre projektiltyp som började förekomma under Napoleonkrigen, och begreppet avser en granat utformad som en kartesch, det vill säga en brisant projektil utformad för att verka som en hagelpatron i projektilbanan.

## Utformning
Granatkartesch består av en granatkropp fylld med cirka tio- till hundratals kulor (ursprungligen i bly, senare stål) inbäddade i ett fyllningsämne, exempelvis harts. Bakåt i granaten, bakom kulladdningen, ligger en förladdning, även kallad drivspegel, följt av en drivladdning, även kallad sprängladdning, av svartkrut. Verkansdelen försluts av ett tändrör apterat i granatens spets, så kallat "spetsrör". Tändröret är i regel tidrör eller tidanslagsrör hos granatkartescher. För tändning går en central krutkanal genom granaten som kopplar tidröret till drivladdningen i basen.
Vid funktion tänder tändröret drivladdningen i granatens bas, varav drivspegeln skjuter ut kulorna i en framåtriktad konformad kärve. Funktion sker i regel antingen vid eldpjäsens mynning (så kallad mynningskrevad) eller i projektilbanan (så kallad luftkrevad), vilket bestäms av tidrörets tempering och beror på hur långt användaren vill att granaten ska färdas innan verkan. Om granatkarteschen är försedd med tidanslagsrör (tidrör med sekundär anslagsfunktion) kan krevad även ske vid anslag i mål, men då med avsevärt nedsatt verkan eftersom kulkärven enbart träffar det begränsade område granaten anslår i.

## Historia
Den traditionella granatkarteschen uppfanns 1784 av brittiska arméofficeren löjtnant Henry Shrapnel, genom att kombinera verkansdelen hos karteschen med en granatkropp försedd med ställbart tidrör, för att på så sätt möjliggöra luftkrevad i syfte att öka räckvidden. En vidareutvecklad version av Shrapnels ursprungskonstruktion började användas av brittiska armén 1803 under Napoleonkrigen. Fransmannen Bernard de Belidor hade emellertid redan 1760 rapporterat sina hemliga experiment med motsvarade koncept.
Granatkartescher var i början av 1900-talet det svenska fältartilleriets huvudsakliga ammunitionstyp och användes på skjutavstånd upp till 4 à 5 km. Även efter att trotylladdade spränggranater börjat införas 1910 behölls dock både granatkartescher och kartescher för närförsvar av batteriplatsen fram till 1960-talet. Typen förekom även inom Svenska marinen och armén (senare luftvärnet) som grovkalibrig (kaliber 47+ mm) luftvärnsammunition från slutet av 1800-talet ända fram till 1960-talet.
I modern tid är granatkartescher ersatta av kulspränggranater, en explosiv ammunitionstyp som bygger på liknande koncept men som även kan apteras med zonrör.